# Roman Smutný
Roman Smutný (* 22. dubna 1985, Vyškov, Československo) je český fotbalový záložník, momentálně působící v rakouském třetiligovém klubu SC Ost Bahn XI.
S fotbalem začínal v Drnovicích, kde s přestávkami působil 12 let a dočkal se i prvoligové premiéry. Přestávkami se myslí hostování v týmech SK Lipová a Rostex Vyškov. Poté přestoupil do Brna, kde se ale také v sestavě neuchytil. Byl posílán na hostování do Dosty Bystrc nebo Fotbalu Fulnek. Naposledy hostoval v prvoligovém Kladně, kde odehrál 6 zápasů a vrátil se zpět do Brna.
Smutný byl reprezentantem Česka do 15 a 18 let.